# 奇珀瓦国家森林
奇珀瓦国家森林（英語：Chippewa National Forest）是美国的一处国家森林，1908年建立，位处明尼苏达州中北部的伊塔斯加县、卡斯县和贝尔特拉米县，占地面积666,623英畝（2,697.73平方）。